# Hippopotamus pentlandi
Hippopotamus pentlandi (сицилійський карликовий бегемот) — вимерлий вид бегемотів що мешкав на Сицилії. Колонізував острів під час плейстоцену  Мав вагу до 320 кг, досягаючи 1,3 м в плечах.
Популяції з різних місць Сицилії дещо відрізнялися за розмірами і будовою кінцівок, що було пов'язано, мабуть, з  умовами проживання що розрізнялия. Будова зубів мало відрізняється від бегемот європейський, але облаштування нижньощелепного виростку, можливо, свідчить про часткову адаптацію до харчування деревами та кущами.